# Mariés, huit enfants
Mariés, huit enfants (I Do, They Don't) est un téléfilm américain réalisé par Steven Robman et diffusé le 20 mars 2005 sur ABC Family.

## Synopsis
Une dirigeante d'entreprise et son ami décident de se marier sans prévenir leurs enfants respectifs. Au moment où ils pensent devoir se séparer à cause des conflits entre les enfants, ces derniers organisent un stratagème pour les réconcilier et former une vraie famille.

## Fiche technique
- Réalisation : Steven Robman (en)
- Scénario : Stu Krieger
- Durée : 86 minutes
- Pays :  États-Unis

## Distribution
- Josie Bissett : Carrie Lewellyn
- Rob Estes (VF : Maurice Decoster) : Jim Barber
- Lyndsy Fonseca (VF : Adeline Chetail) : Sandy Barber
- Martha MacIsaac : Moira Lewellyn
- Ephraim Ellis (en) : Jeff Barber
- Fraser McGregor : Andrew Barber
- Clare Stone (en) : Lily Barber
- Kristopher Clarke : Andrew Lewellyn
- Jason Spevack (en) : Nathan Lewellyn
- Jessie Wright : Daisy Lewellyn
- Tyler Hynes (en) : Rusty
- Jayne Eastwood : Thelma
- Junior Williams : Eric Eckart
- Rahnuma Panthaky : Ginny Falls
- Dwayne Hill (en) : Karaoke Host
- Arlene Duncan (en) : Cocktail Waitress
- Sara Sahr : Store Manager
- Martha Reilly : Excited Fan - Connie
- Roger McKeen : Excited Fan's Husband
- Jake Goldsbie : Miles
- Frank Nakashima : Dr Kawahara
- Sven Van de Ven : Fan's Husband
- Hal Roberts : Anchorman
- Jillian Hart : Receptionist
- Ron Reider : Karaoke Crowd Patrons
- Cindy Dukoff : Karaoke Crowd Patrons
- Mark Fry : Karaoke Crowd Patrons
- Brigitte Kingsley : Karaoke Crowd Patrons
- Wayne Brady
- Laura Summer : (voix)